# 肯特鎮區 (印地安納州沃倫縣)
肯特鎮區（英語：Kent Township）是位於美國印地安納州沃倫縣的一個行政鎮區。

## 地方資料
根據2010年美國人口普查的數據，肯特鎮區的面積為36.50平方千米，當中陸地面積為36.20平方千米，而水域面積為0.30平方千米。當地共有人口428人，而人口密度為每平方千米11.73人。